# Armin Baltzer

Armin Baltzer (ca. 1883)

Armin Richard Baltzer (* 16. Januar 1842 in Zwochau; † 5. November 1913 in Hilterfingen) war ein Schweizer Geologe deutscher Abstammung.

## Leben
Armin Baltzers Vater Friedrich (1801–1885) war in Zwochau Pfarrer und ist aus religiös-politischen Gründen nach längeren Jahren an unterschiedlichen Orten 1855 mit seiner Familie in die Schweiz emigriert und hat sich in Zürich niedergelassen. Armin Baltzer besuchte zunächst die Mittelschule und studierte von 1860 bis 1863 an der Universität Zürich und am Polytechnikum Naturwissenschaften. Einflussreiche Lehrer waren der Geologe Arnold Escher von der Linth, der Mineraloge Gustav Adolf Kenngott und der Chemiker Johannes Wislicenus. 1863 wechselte Baltzer an die Universität Bonn, wo er 1864 mit einer zoologischen Arbeit bei Franz Hermann Troschel zum Dr. phil. promoviert wurde. Danach war er wissenschaftlicher Assistent am Chemischen Institut der Universität Zürich.
1869 wurde Baltzer zum Professor für Chemie, Mineralogie und Geologie und von 1879 bis 1882 Rektor an der Industrieabteilung der Kantonsschule Zürich ernannt, wo er bis 1884 blieb. Einer seiner bekanntesten Schüler dieser Zeit war Albert Heim. In dieser Zeit unternahm er auch zahlreiche geologische Exkursionen mit Escher von der Linth. 1873 wurde er an der Universität und Technischen Hochschule Zürich habilitiert und erhielt 1884 einen Ruf als Ordinarius für Mineralogie und Geologie an die Universität Bern, an der er in den Jahren 1888 bis 1889 auch das Amt des Dekans am mineralogisch-geologischen Institut bekleidete.
1880 wurde Armin Baltzer in Zürich eingebürgert. Sein Sohn Fritz Baltzer war Zoologe, Entwicklungsbiologe und Genetiker.

## Leistungen
Seine Arbeiten behandeln die zentralalpinen Granitmassive, besonders das Aarmassiv. Er erkannte die tektonische Natur des Kontaktes Kalk zu Gneis und arbeitete der Deckentheorie der Alpen vor. Er arbeitete über die eiszeitlichen Ablagerungen im Schweizer Mittelland und auf der Alpensüdseite, regional fanden die Ablagerungen des Aare- und Rhonegletschers, der Glärnisch und die Berner Alpen sein Interesse. Zudem forschte er auf dem Gebiet der Vulkanologie.
Daneben hat er Arbeiten über den Aufbau des mineralogisch-geologischen Instituts der Universität Bern veröffentlicht und war Herausgeber eines geologischen Führers des Berner Oberlands.

## Mitgliedschaften und Ehrungen
- Korrespondierendes Mitglied der Geologischen Reichsanstalt Wien
- Mitglied der Academy of Natural Sciences of Philadelphia
- Ehrenmitglied der Geological Society of London
- Mitglied der Leopoldina (ab 1888)[1]